# Censeau
Censeau là một xã trong vùng hành chính Franche-Comté, thuộc tỉnh Jura, quận Lons-le-Saunier, tổng Nozeroy. Tọa độ địa lý của xã là 46° 48' vĩ độ bắc, 06° 04' kinh độ đông. Censeau nằm trên độ cao trung bình là 830 mét trên mặt nước biển, có điểm thấp nhất là 770 mét và điểm cao nhất là 882 mét. Xã có diện tích 9.86 km², dân số vào thời điểm 2004 là 299 người; mật độ dân số là 30 người/km².

## Thông tin nhân khẩu
| 1962 | 1968 | 1975 | 1982 | 1990 | 1999 |
| ---- | ---- | ---- | ---- | ---- | ---- |
| 281  | 305  | 274  | 270  | 282  | 292  |

## Địa điểm tham quan
Nhà thờ của Censeau được khánh thành trong năm 1749.